# Aristide Cavallini
Aristide Cavallini (Corvino San Quirico, Llombardia, 26 d'octubre de 1899 - Pinarolo Po, Llombardia 18 de febrer de 1973) va ser un ciclista italià, que fou professional entre 1927 i 1936. El seu principal èxit és la Copa Caldirola de 1925 i haver finalitzat quatre vegades entre els deu primers al Giro d'Itàlia.

## Palmarès
- 1925
  - 1r a la Copa Caldirola
- 1927
  - 2n a la Coppa Placci

### Resultats al Giro d'Itàlia
- 1927. 10è de la classificació general
- 1928. 6è de la classificació general
- 1930. 8è de la classificació general
- 1931. 4t de la classificació general
- 1932. 13è de la classificació general

### Resultats al Tour de França
- 1931. Abandona (2a etapa)